# Brakovci
Brakovci su naselje u općini Srebrenica, Republika Srpska, BiH.

## Stanovništvo
Nacionalni sastav stanovništva 1991. godine, bio je sljedeći:
ukupno: 221
- Bošnjaci - 217
- ostali, neopredijeljeni i nepoznato - 4